# Abierto de Ecuador
El Abierto de Ecuador es un torneo de golf profesional masculino que se lleva a cabo en Quito, Ecuador. El torneo fue inaugurado en 1965 y reinaugurado como un evento del PGA Tour Latinoamérica en 2014 y el ganador inaugural fue Tyler McCumber.

## Ganadores
| Año                                                   | Ganador                 | País                    | Puntaje                 | Margen de victoria      | Segundo(s)                                              | Ref                     |                         |               |
| Banco del Pacifico Open                               | Banco del Pacifico Open | Banco del Pacifico Open | Banco del Pacifico Open | Banco del Pacifico Open | Banco del Pacifico Open                                 | Banco del Pacifico Open | Banco del Pacifico Open |               |
| ----------------------------------------------------- | ----------------------- | ----------------------- | ----------------------- | ----------------------- | ------------------------------------------------------- | ----------------------- | ----------------------- | ------------- |
| 2021                                                  | Conner Godsey           | Estados Unidos          | 271 (−17)               | 7 golpes                | Drew Nesbitt                                            |                         |                         |               |
| 2020                                                  | No se realizó           | No se realizó           | No se realizó           | No se realizó           | No se realizó                                           | No se realizó           | No se realizó           | No se realizó |
| Banco del Pacifico Open presentado por Quito Alcaldía |                         |                         |                         |                         |                                                         |                         |                         |               |
| 2019                                                  | Augusto Núñez           | Argentina               | 266 (−22)               | 6 golpes                | Clodomiro Carranza                                      |                         |                         |               |
| Quito Open                                            |                         |                         |                         |                         |                                                         |                         |                         |               |
| 2018                                                  | Horacio León            | Chile                   | 276 (−8)                | 1 trazo                 | Blair Hamilton                                          |                         |                         |               |
| 2017                                                  | Curtis Yonke            | Estados Unidos          | 270 (−14)               | 2 golpes                | José Toledo                                             |                         |                         |               |
| Copa Diners Club Internacional                        |                         |                         |                         |                         |                                                         |                         |                         |               |
| 2016                                                  | Nate Lashley            | Estados Unidos          | 269 (−15)               | 2 golpes                | Caso Cochran Ryan Ruffels                               |                         |                         |               |
| All you need is Ecuador Open                          |                         |                         |                         |                         |                                                         |                         |                         |               |
| 2015                                                  | Ricardo Celia           | Colombia                | 275 (−9)                | 3 golpes                | Ian Davis Timothy O'Neal                                |                         |                         |               |
| Ecuador Open                                          |                         |                         |                         |                         |                                                         |                         |                         |               |
| 2014                                                  | Tyler McCumber          | Estados Unidos          | 275 (−13)               | 5 golpes                | Mauricio azcue Mitch Krywulycz Marcelo Rozo José Toledo | [ 2 ]                   |                         |               |